# Tsibi Geva
 (septembre 2024).
Tsibi Geva (né en 1951 à Ein Shemer) est un sculpteur, graveur, peintre et artiste d'installation israélien.

## Biographie
Il est l'un des artistes israéliens les plus importants.
Le travail de Geva est un croisement entre le graffiti, la sculpture et l'expressionnisme abstrait.

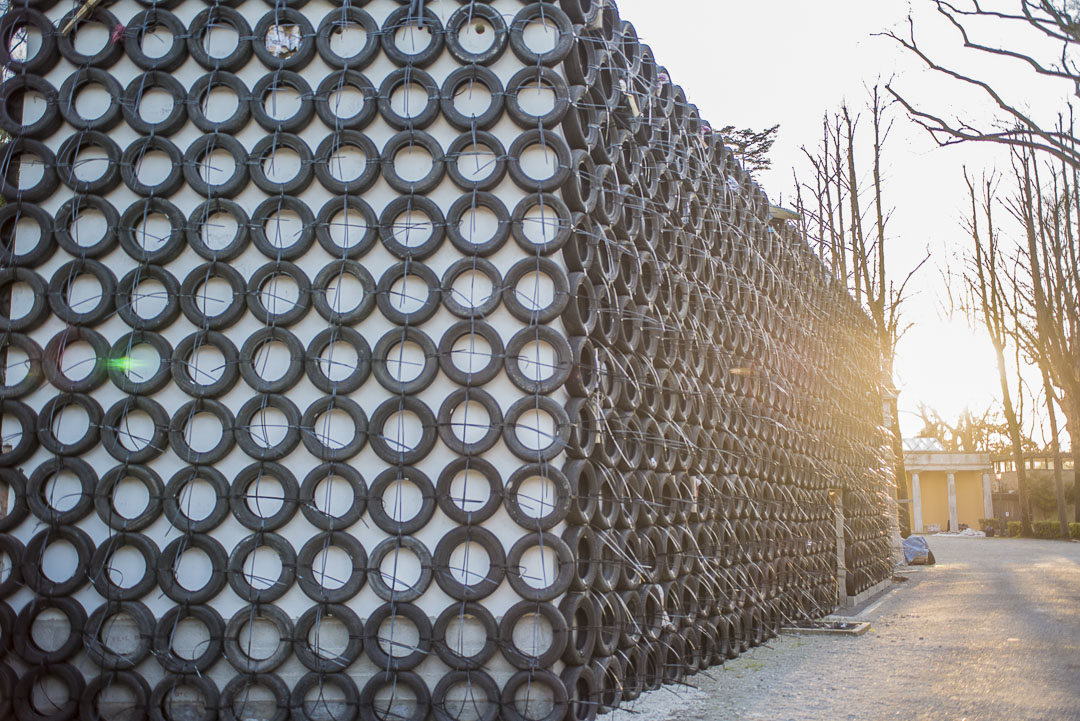
Œuvre de Tsibi Geva (pavillon israélien) à la Biennale de Venise 2015.